# Incidente ferroviario di Arquata Scrivia
L'incidente ferroviario di Arquata Scrivia fu un incidente ferroviario verificatosi presso la stazione di Arquata Scrivia, il 7 agosto 1917 alle ore 21:25.

## L'incidente
Il treno diretto 74, partito da Genova alle 20:10 e diretto a Milano, una volta giunto allo scambio di uscita della stazione di Arquata Scrivia deragliò; nell'incidente tre vetture si rovesciarono e tre si sfasciarono, causando 40 vittime. I feriti furono trasportati all'ospedale di Arquata e con treni soccorso all'Ospedale di Pammatone a Genova e a Novi Ligure. Sul luogo dell'incidente accorsero il commendatore Poggi, prefetto di Alessandria, e il vicedirettore generale delle Ferrovie dello Stato, il commendatore Rinaldo, delegato dell'ing. Raffaele De Cornè, per aprire un'inchiesta sull'accaduto. L'incidente avvenne presso la nuova stazione di Arquata Scrivia, inaugurata nel 1916 per sostituire quella precedente costruita nel 1852.

## I feriti e le vittime
Tra i feriti c'erano uno svizzero di Bienne (Ugo Werner Sainger), un cinese (Dyen Le Tschan) e due soldati (Giovanni Sturla di Codevilla e Agostino Stoppino di Voghera); nella notte del 10 agosto morirono quattro feriti a Serravalle Scrivia. Nell'incidente morirono il marchese Bianchi di Lavagna e l'industriale Oreste Lana di Novi Ligure, oltre al fuochista Edmondo Sevo e al macchinista Pietro Bosetti che morì decapitato, mentre i feriti meno gravi furono curati sul posto
Nell'incidente morì anche il chimico Enrico Rimini (n. nel 1874), scopritore nel 1901 del saggio di Angeli e Rimini.

## Elenco delle vittime
Qua sotto l'elenco delle vittime conosciute, dato che non è presente alcun elenco ufficiale dei 40 nominativi dei deceduti:
- marchese Bianchi di Lavagna
- Pietro Bosetti, macchinista
- don Alessandro Cavallante, cappellano militare
- Dante Cigada
- Enrica Cigada nata Orsi
- marchesa Anna Giustiniani vedova Prefumo di Genova
- Adelina Giustiniani di Genova
- Emilia Introini nata Valsecchi di Milano
- Giuseppe Introini, commerciante di Milano
- Maria Celeste Introini figlia di Giuseppe e Emilia, di Milano
- Oreste Lana, industriale di Novi Ligure (AL)
- Ernesto Persenotti, fotografo di Milano
- Enrico Rimini, chimico di Mantova e ordinario di Chimica farmaceutica e tossicologica nella Regia Università di Pavia
- Luigi Sala, mediatore e commerciante di cereali di Milano
- Cesare Scusone di Milano
- Edmondo Sevo, fuochista di Mede (PV)

## Le cause
Dall'analisi condotta sul tachimetro della locomotiva risultò che la causa dell'incidente fu l'alta velocità alla quale il convoglio stava uscendo dalla stazione di Arquata Scrivia.